# Puerto de Badalona
El puerto de la Marina de Badalona es un puerto deportivo y pesquero situado en la ciudad de Badalona, provincia de Barcelona, España.

Contraseña de la provincia marítima de Barcelona a la que pertenece.

## Contexto histórico

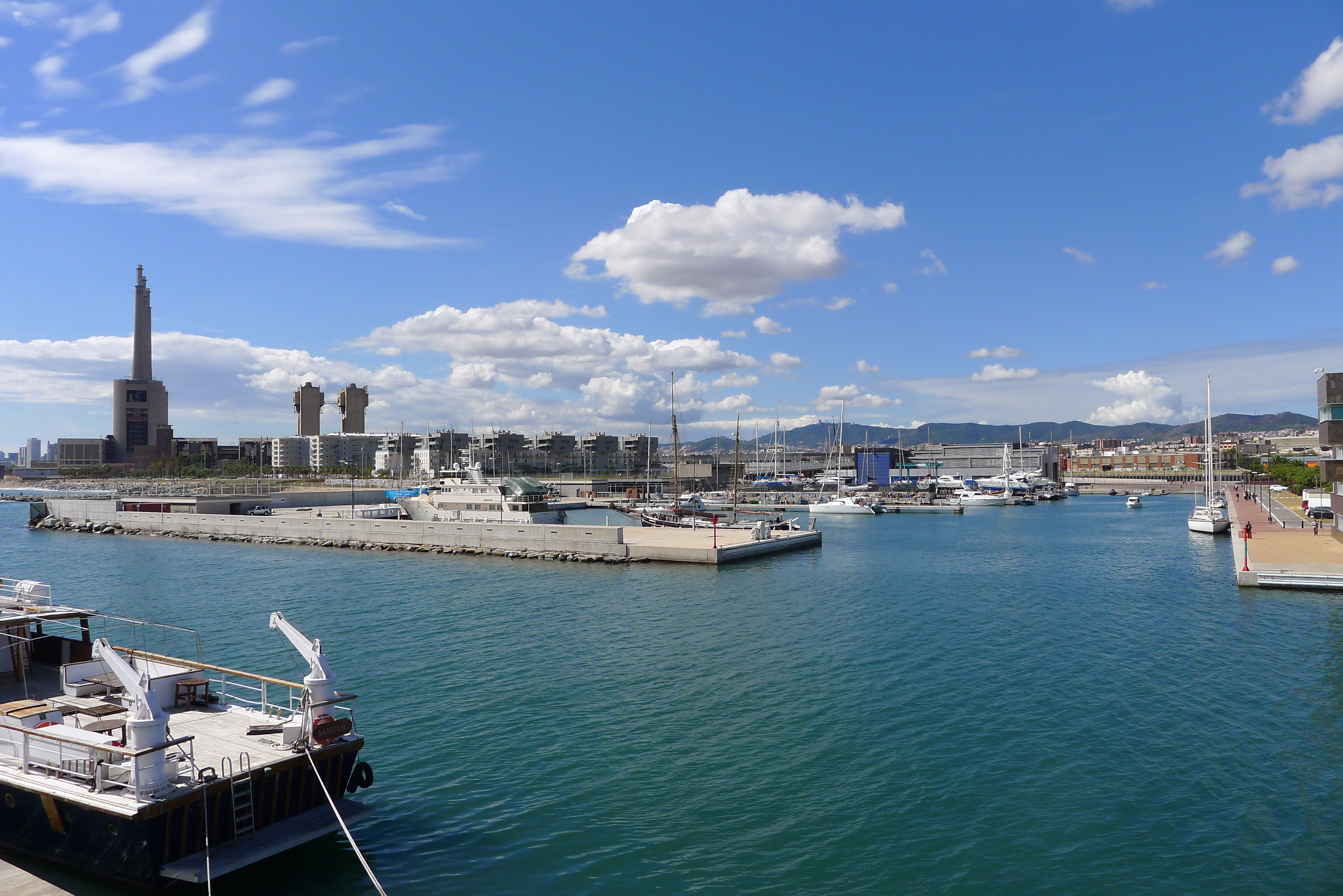
Vista del puerto. Al fondo, a la derecha de les torres de FECSA se aprecian las nuevas viviendas que han acompañado la transformación de la zona.

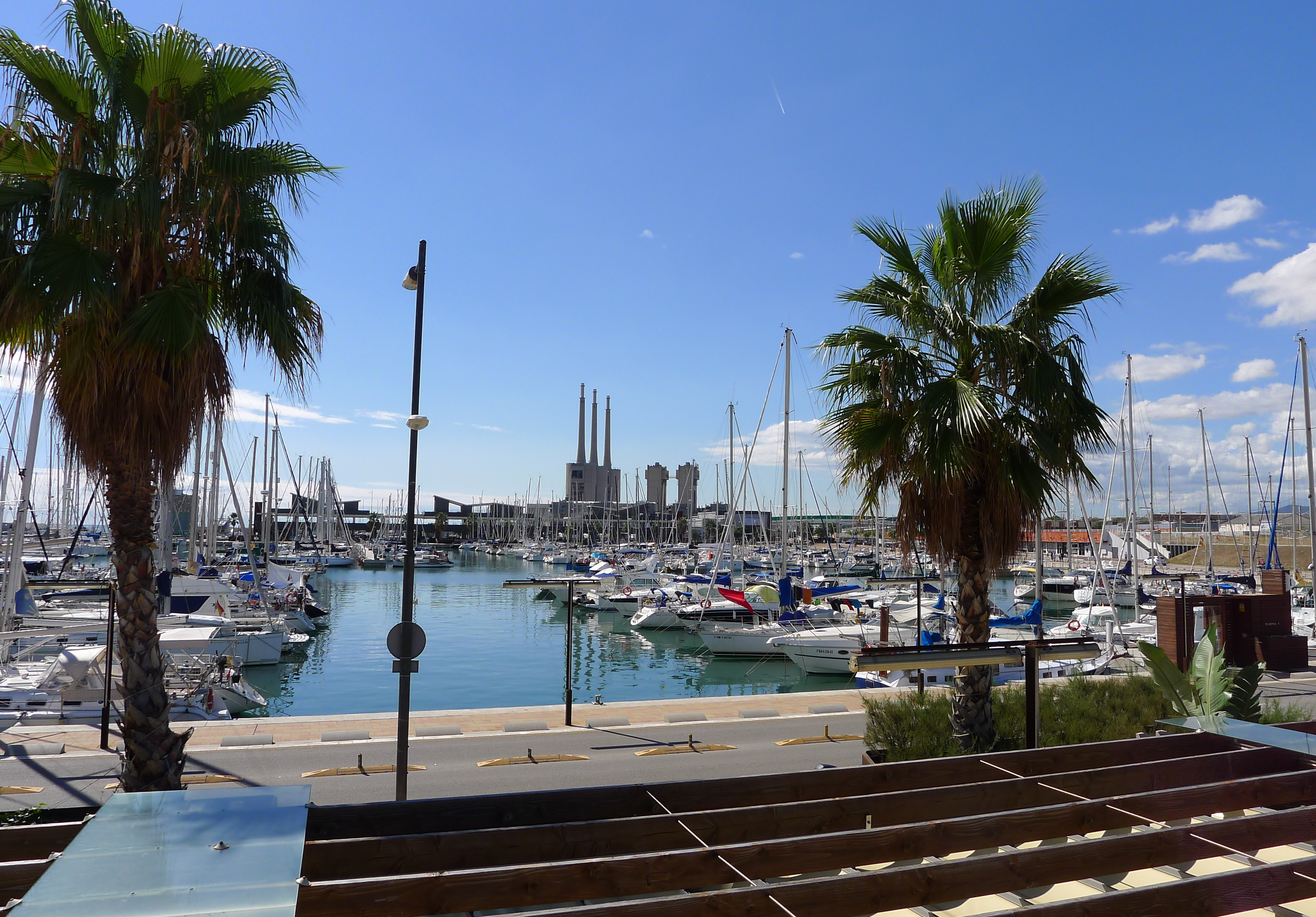
Vista del puerto, con las tres chimeneas de FECSA al fondo.

El puerto de Badalona se desarrolló para mejorar una zona de costa dedicada anteriormente al uso industrial. Con la mejora de la zona del Forum y del Río Besos, se decide mejorar el otro extremo del río, sustituyendo las fábricas y empresas de la primera línea de mar para aumentar la zona de costa manteniendo una línea de costa y un paseo marítimo continuo. En este contexto y con la demanda en la zona de zonas lúdicas para los vecinos de Badalona se decide el proyecto del puerto de Badalona junto con el resto de la mejora de la fachada litoral de esta ciudad.

## Relación Puerto-Ciudad y Puerto-Entorno Natural
El puerto de la Marina de Badalona está integrado en una ambiciosa remodelación que afronta la ciudad. Afronta la transformación de dos kilómetros de costa, desde las características tres chimeneas hasta la fábrica Anís del Mono. Un área que se integrará en la trama urbana de la ciudad. La regeneración un paseo marítimo que conectará con Montgat y el territorio Fòrum, pasando a uso residencial familiar el suelo que había sido ocupado más de cien años por industrias mayoritariamente químicas situadas a primera línea de mar. Una de las principales virtudes es que reducen en un 50% la superficie construida.
El puerto de la Marina de Badalona contribuye a esta remodelación ofreciendo espacios de ocio como parques, restaurantes, un centro comercial,etc.

## Datos técnicos
Tiene una capacidad para 410 puestos de atraque, para esloras que van desde 10 metros o inferior hasta los 75 metros, con una superficie abrigada de 8,65 hectáreas y una sonda de 11,5 metros y 145 metros de ancho en la bocana y de 10 metros en la dársena.
| SUPERFICIES                  |                                 |
| ---------------------------- | ------------------------------- |
| Agua abrigada                | 202.000 m²                      |
| Longitud de muelles          | 720 m.l.                        |
| Longitud de pantalanes       | 1431 m.l.                       |
| Longitud de línea de atraque | 2.477 m.l.                      |
| Área de maniobras            | Deportiva 18.500 m²             |
|                              | Pesquera 15.000 m²              |
|                              | Acceso general 11.000 m²        |
| Separación entre pantalanes  | Variable (v, esquema en planta) |

## Distribución de atraques
El número de amarres son 410 (de hasta 70 m de eslora; 8 m de sonda), divididos en las dimensiones siguientes (plano adjunto de situación de reparto de amarres):

## Localización
| NOMBRE                     | Marina Badalona                           |
| MUNICIPIO                  | Badalona                                  |
| PROVINCIA                  | Barcelona                                 |
| PROVINCIA MARÍTIMA         | Barcelona                                 |
| DIRECCIÓN                  | C/ Eduard Maristrany                      |
| COORDENADAS UTM:           | Latitud 41º 25’,9 N                       |
|                            | Longitud 2º 14,6’ E                       |
| DISTANCIAS SIGNIFICATIVAS: | Aeropuerto: El Prat de Llobregat 24,24 km |
|                            | Acceso a autovía C-31: 1200 m             |
|                            | Acceso a B-10: 1900 m                     |
|                            | Estación Metro: Gorg 1020 m               |
|                            | Estación Tram Besos: Gorg 1020 m          |
|                            | Estación FFCC: Badalona 1350 m            |
|                            | Estación FFCC: Sant Adrià 1420 m          |

## Accesibilidad

### Por tierra
La accesibilidad al puerto de Marina Badalona por tierra es de una gran variedad puesto que se encuentra a pocos metros del centro de este municipio. El acceso se efectúa por las calles Eduard Maristrany y de la Mar Jórnica pudiendo provenir mediante tráfico rodado privado desde la B-10 (Ronda del Litoral) o desde la autovía C-31, mediante buses de las líneas B26, 1, 3, 4 y 43 y accesos a peatones desde los diferentes líneas de servicio de transporte público ferroviario como las estaciones de la línea C-1, de San Adrián y Badalona, la estación del tranvía Besos de Gorg y desde la estación de Metro de Gorg, de la L2 y la L10.

### Por mar
Por mar el puerto tiene un único acceso de salida y entrada formado por una bocana entre el dique de abrigo y el contradique de 55,6 metros de ancho y una sonda de 8 metros.